# Horvátországi szerbek
A horvátországi szerbek képezik Horvátország legnagyobb nemzeti kisebbségét, a 2011-es népszámlálás szerint az összlakosság 4,4%-át téve ki. Habár 1991-ben, a délszláv háború kitörésének évében ez az arány még 12% körül mozgott, a háborút követően a győztes horvát csapatok menekülésre kényszerítették a szerb lakosság többségét (válaszul a jugoszláv hadsereg horvátok ellen elkövetett vérengzéseire).

## Történelmük

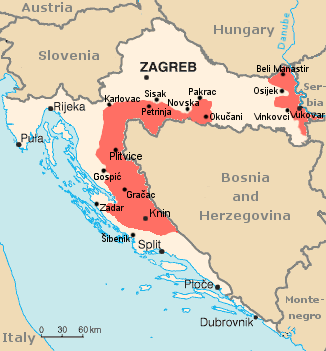
A Krajinai Szerb Köztársaság kiterjedése.

Az első írásos említés a jelenlegi Horvátország területén élő szerbekről a 10. századból származik, VII. Kónsztantinosz bizánci császár a A birodalom kormányzásáról (De Administrando Imperio) című művéből. A 969-ig fennálló Szerb Fejedelemség Dalmácia és Horvátország területeinek egy részét is magába foglalta, az említett mű szerint ekkoriban Dalmácia déli részét - nagyjából a mai Splittől délre - többségében szerbek lakták.
1447-ben V. László magyar király egyik oklevele említi a horvátországi szerb ("rác") lakosságot, mely szerint ekkoriban Medveváron, Nagykemléken és Kaproncán jelentős szerb közösség élt.
Az oszmán hódítás elől jelentős szerb közösség menekült előbb Magyarországra, majd a Habsburg uralom alatt álló területekre, ezeket többségében az Oszmán Birodalommal szembeni határvidéken telepítették le. Ezzel párhuzamosan viszont jelentős szerb lakosság telepedett le az oszmán uralom alá került Eszék környékén is.
1868-ban Horvát–Szlavónország autonóm státust kapott az Osztrák-Magyar Monarchián belül, majd az első világháborút követően, 1918-ban csatlakozott az újonnan létrejövő Jugoszláviához. A második világháború idején, 1941 áprilisában a német Wehrmacht megszállta az országot, Horvátország és Bosznia-Hercegovina területén pedig létrehoztak egy német bábállamot, a Független Horvát Államot, melynek vezetésével a szélsőjobboldali Usztasa szervezetet bízták meg. Az usztasák - a helyi cigány és zsidó lakossággal egyetemben - a szerb lakosságban biztonságpolitikai veszélyforrást láttak, így jelentős részüket koncentrációs táborokba hurcolták (a legjelentősebb ezek közül a jasenovaci koncentrációs tábor volt). Egyes becslések szerint 1941 - 1945 között 320 - 340 000 horvátországi szerb vesztette életét erőszakos körülmények között. Ugyanakkor a helyi szerb lakosság is részt vett a második világháború alatti szerb partizánmozgalomban, elsősorban a csetnikek soraiban. 1942-ben létrejött egy kizárólag horvátországi szerbekből álló egység, a Dinara Hadosztály, melynek vezetője Momčilo Đujić ortodox pap volt.
A kommunista Jugoszlávia éveiben a szerb lakosság aránya és befolyása jelentős mértékben megnőtt Horvátországban is. Habár 1984-ben csak 11,5%-át tették ki a helyi lakosságnak, az államigazgatásban és a rendőrség kötelékében arányuk több, mint 50%-os volt. Mikor Jugoszlávia 1991-ben a szétesés küszöbére került és Horvátország kikiáltotta függetlenségét, a szerb lakosság - attól félve, hogy elveszti kiváltságait - a horvát függetlenség ellen foglalt állást és milíciákat szervezett, melyek a jugoszláv hadsereg oldalán részt vettek a horvátok elleni harcban és a térségben végrehajtott etnikai tisztogatásokban. Ezzel párhuzamosan kikiáltották a Knin székhelyű Krajinai Szerb Köztársaságot, mely 1995-ig hozzávetőlegesen a horvát területek 1/3-át tartották uralmuk alatt.

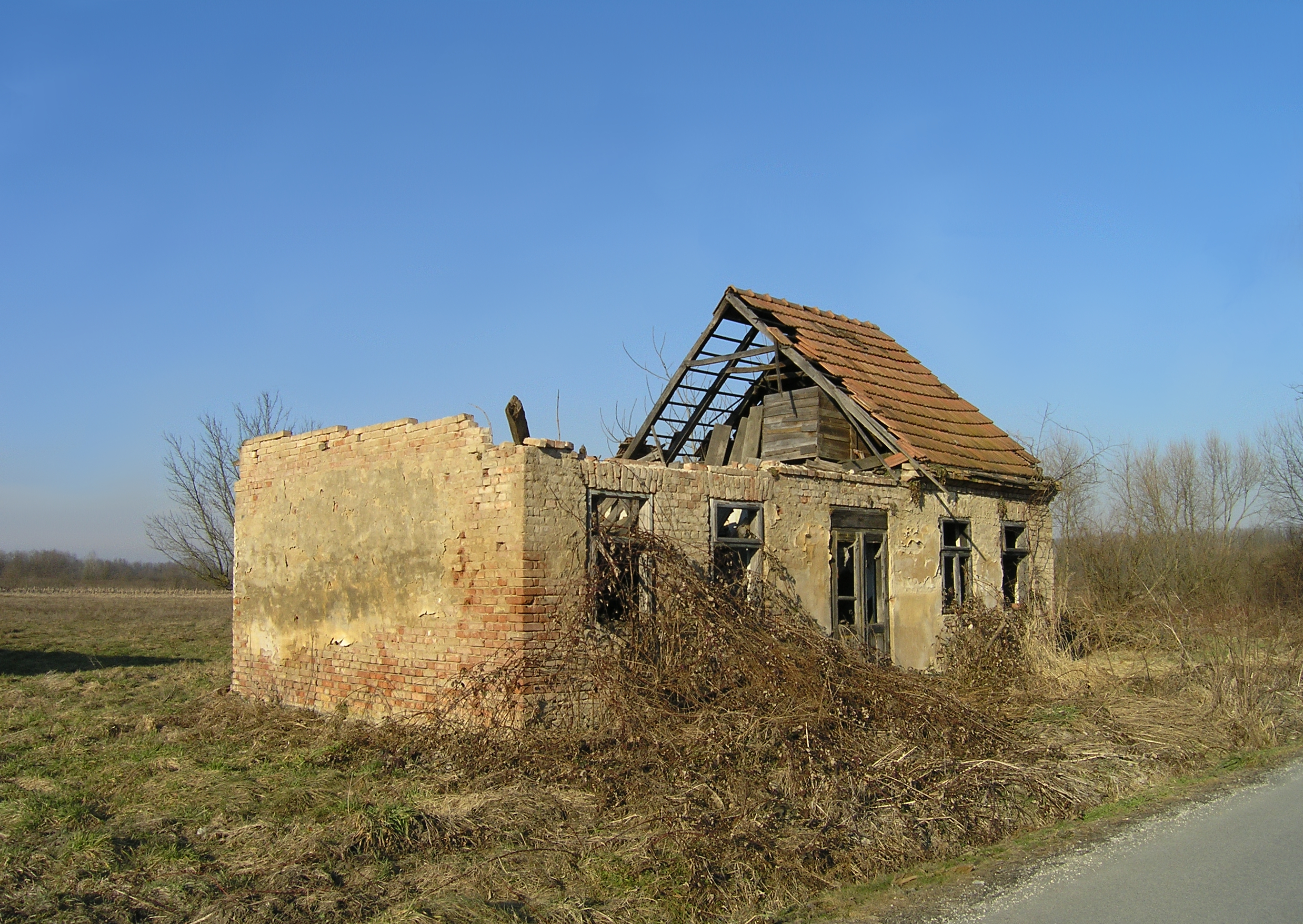
Lerombolt szerb ház Sunjában, 1995-ben.

1995-ben a Vihar hadművelet keretében azonban a horvát csapatok felszámolták a de facto független államot, a helyi szerb lakosság jelentős részét menekülésre kényszerítve (később emiatt a hágai Nemzetközi Bíróság vád alá helyezett néhány horvát katonatisztet és politikust, köztük Ante Gotovinát, de felmentették őket a háborús bűnösség vádja alól.). Az elmenekült szerb lakosság csak nagyon kis hányada tért vissza a háború után, többségük Szerbiában és a Boszniai Szerb Köztársaságban telepedett le.
A délszláv háborút követően a szerb és horvát lakosság közötti viszonyban egy enyhe javulás állt be, de napjainkig gyakori diszkrimináció éri a horvátországi szerb lakosságot. 2013-ban a horvát kormány elfogadott egy törvénytervezetet, melynek értelmében minden olyan településen, ahol a szerb lakosság aránya meghaladja a 32%-ot, kétnyelvű helységnévtáblát kell kihelyezni, ez azonban országszerte a horvát lakosság tiltakozását váltotta ki, egyes településeken - mint például Vukováron - meg is rongálták a kihelyezett táblákat.

## Népesség

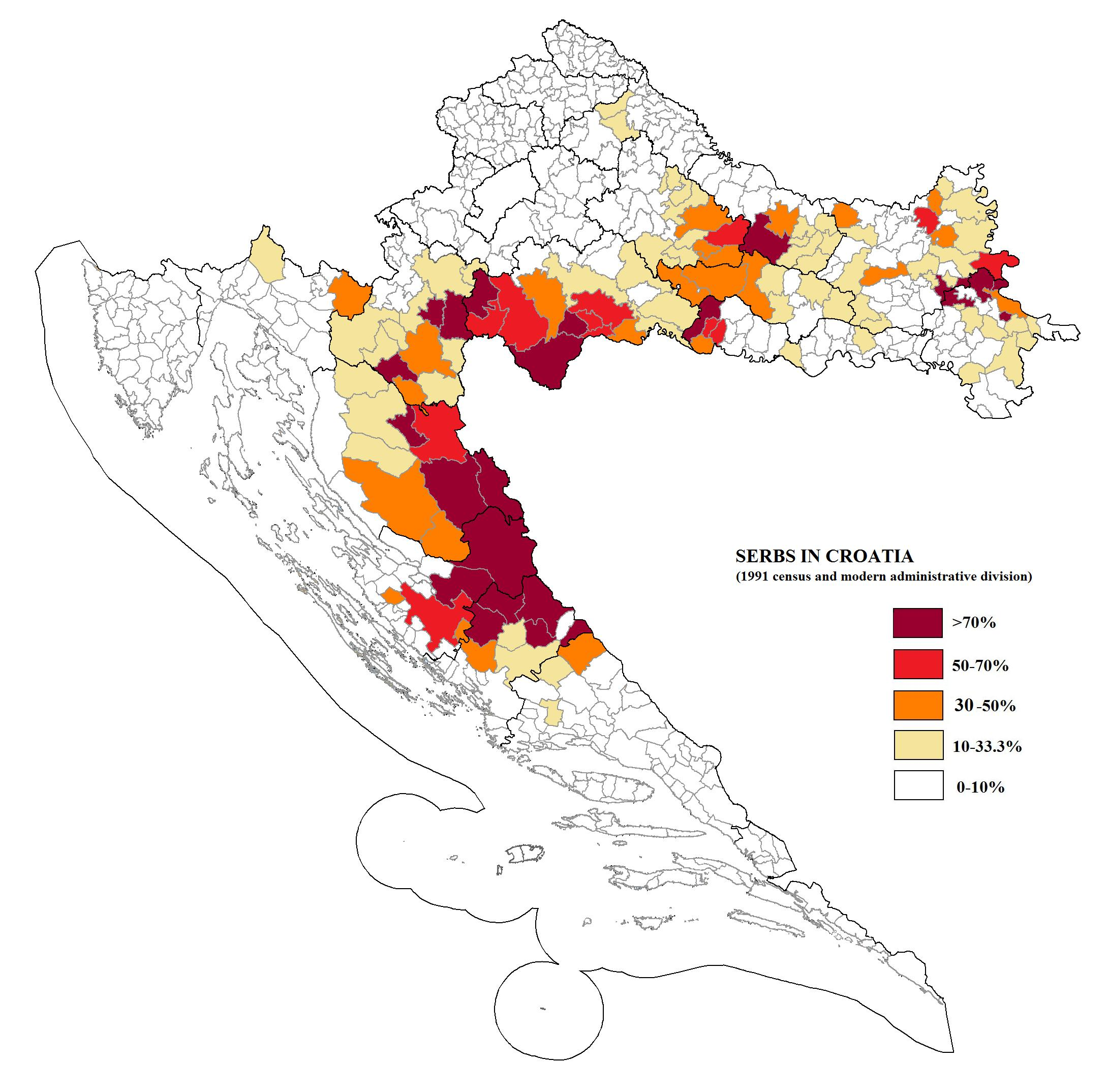
Horvátország szerb lakossága 1991-ben.

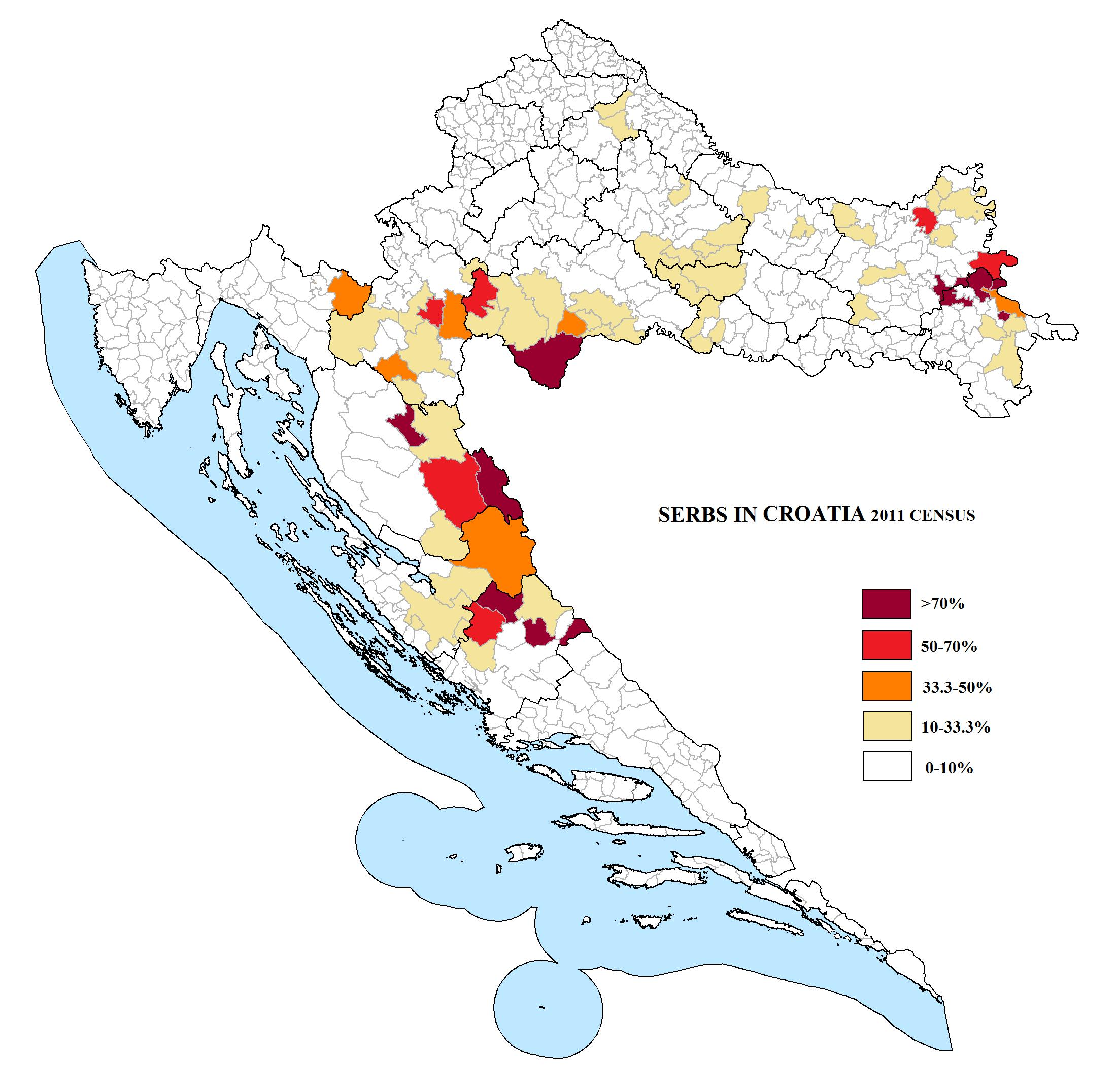
Horvátország szerb lakossága 2001-ben.

Az Osztrák-Magyar Monarchián belül 1868 - 1918 között autonóm státust élvező Horvát–Szlavónország lakosságának 24,5%-a vallotta magát szerbnek az 1910-es népszámlálás idején, de jelentős szerb közösség élt a külön közigazgatási egységet képező Dalmáciában is. Horvát-Szlavónország vármegyéi közül kettőben (Szerém és Lika-Korbava) volt relatív szerb többség, de Varasd vármegye kivételével az összes vármegyének volt jelentős szerb lakossága.
A Jugoszláviába tagolódott Horvátország lakosságának 16,8%-a vallotta magát szerbnek 1931-ben. A délszláv háború kitörésének évében, 1991-ben még 581 663 fő vallotta magát szerbnek, mely az összlakosság 12,1%-a volt. 2011-ben már csak 186 633 szerb élt az országban, ez az összlakosság 4,3%-át tette ki.
2011-ben 5 horvát megyében haladta meg a szerbek aránya a 10%-ot (Vukovár-Szerém megye, Lika-Zengg megye, Sziszek-Monoszló megye, Šibenik-Knin megye, Károlyváros megye), a települések közül pedig 16 városban és 52 községben van 10% feletti szerb kisebbség (17 község szerb többségű).

## Híres horvátországi szerbek
- Nikola Tesla - tudós és feltaláló
- Arsen Dedić - énekes.
- Simo Matavulj - író.
- Zaharije Orfelin - polihisztor.
- Sava Mrkalj - nyelvész és költő
- Petar Preradović - költő és tábornok az osztrák-magyar közös hadseregben.
- Josip Runjanin - A horvát himnusz zenéjének szerzője.
- Rade Šerbedžija - színész.
- Goran Hadžić - A Krajinai Szerb Köztársaság elnöke.
- Josip Rajačić - szerb pátriárka.
- Svetozar Pribićević - politikus, az egyesült Jugoszlávia egyik megteremtője.
- Milutin Milanković - matematikus és csillagász.
- Đuro Kurepa - matematikus.
- Svetozar Kurepa - matematikus.
- Vojin Bakić - szobrász.
- Gojko Nikoliš - orvos, diplomata és történész, antifasiszta.
- Jovanka Broz - Josip Broz Tito felesége.
- Peja Stojaković - kosárjátékos.
- Siniša Mihajlović - futballedző, az UC Sampdoria vezetőedzője.